# Тугендхат, Эрнст
Эрнст Тугендхат (8 марта 1930[…], Брно — 13 марта 2023, Фрайбург-им-Брайсгау) — немецкий философ чешского происхождения, профессор Свободного университета Берлина. В своих ранних работах он испытал влияние прежде всего Мартина Хайдеггера и Эдмунда Гуссерля. Позже Тугендхат стал одним из наиболее значимых представителей аналитической философии в Германии.

## Жизнь и карьера
Родился 8 марта 1930 года в Брно, Чехословакия, в семье текстильных фабрикантов Фрица и Греты Тугендхат, для которой архитектор Людвиг Мис Вандер Роэ построил виллу Тугендхат. В 1938 году семья бежала из Чехословакии в Санкт-Галлен, Швейцария в связи с еврейским происхождением, а в 1941 году переехала в Каракас, Венесуэла. Тугендахт изучал классическую литературу в Стэнфордском университете с 1944 по 1949 год, а затем закончил аспирантуру по философии и классической литературе в Фрайбургском университете, получив докторскую степень за работу об Аристотеле в 1956 году. В 1956—1958 годах он проводил постдокторские исследования в Мюнстерском университете. В 1958—1964 годах он был доцентом кафедры философии в Тюбингенском университете, в 1965 году читал лекции в Мичиганском университете в Анн-Арборе, а в 1966 году получил степень хабилитированного доктора, анализируя концепцию истины у Эдмунда Гуссерля и Мартина Хайдеггера.
Тугендхат был профессором Гейдельбергского университета с 1966 по  1975 год. В 1960-х и 1970-х годах Гейдельберг превратился в одно из главных мест проведения студенческих протестов левого толка в Германии. Из-за студенческого движения и в знак протеста против ситуации в немецких университетах в 1970-е годы, Тугендхат отказался от своей должности и переехал в Штарнберг, где в то время находился Юрген Хабермас. Здесь он занял должность в Институте Макса Планка по исследованию условий жизни в научно-техническом мире Общества Макса Планка.  В 1980 году он переехал в Берлин, став, как и его друг Михаэль Юниссен, профессором философии в Свободном университете Берлина. Его пригласили прочитать лекции Джона Локка в Оксфордском университете в 1988—1989 годах, но ему пришлось отказаться из-за плохого состояния здоровья.
Тугендхат вышел на пенсию в 1992 году, но был приглашенным профессором философии в Папском Католическом университете Чили в Сантьяго (1992—1996), научным сотрудником Института гуманитарных наук в Вене (1996)  и приглашенным профессором Карлова университета в Праге (1997—1998).